# 2004年夏季残疾人奥林匹克运动会南非代表团
2004年夏季残疾人奥林匹克运动会南非代表团是南非派出的2004年夏季残疾人奥林匹克运动会代表团。获得15枚金牌、13枚银牌和7枚铜牌。